# إتش س. كومبز
إتش س. كومبز (بالإنجليزية: H. C. Coombs) هو موظف مدني واقتصادي أسترالي، ولد في 24 فبراير 1906 في Kalamunda, Western Australia ‏ في أستراليا، وتوفي في 29 أكتوبر 1997 في سيدني في أستراليا.